# Gira de los Leones Británico-Irlandeses 2005
La Gira de los Leones Británicos e Irlandeses 2005 fue el 30 tour internacional de rugby de los europeos que tuvo lugar en Nueva Zelanda desde el 23 de mayo al 9 de julio de 2005.
Fue la segunda gira de los Leones en los años 2000, la tercera de la profesionalidad y la decimotercera visita a los All Blacks (primera profesional). Es recordada como la peor gira de la historia del rugby, debido a las derrotas por más de 20 puntos (promedio).

## Plantel
El entrenador en jefe fue el inglés Woodward (49 años), técnico de Inglaterra hasta 2004 y tuvo como asistentes a los seleccionadores: el galés Gareth Jenkins, el escocés Ian McGeechan, el irlandés Eddie O'Sullivan y el inglés Andy Robinson.
|                            | Jugador             | Edad    | Posición      | Pruebas | Equipo                |
| -------------------------- | ------------------- | ------- | ------------- | ------- | --------------------- |
| Hookers y Pilares          |                     |         |               |         |                       |
| 2                          | Shane Byrne         | 33 años | Hooker        | 0       | Leinster Rugby        |
| 1                          | Gethin Jenkins      | 24 años | Pilar         | 0       | Cardiff Rugby         |
| 3                          | Julian White        | 32 años | Pilar         | 0       | Leicester Tigers      |
| Segundas líneas            |                     |         |               |         |                       |
| 4                          | Donncha O'Callaghan | 26 años | Segunda línea | 0       | Munster Rugby         |
| 5                          | Paul O'Connell      | 25 años | Segunda línea | 0       | Munster Rugby         |
|                            | Malcolm O'Kelly     | 30 años | Segunda línea | 0       | Leinster Rugby        |
| Alas y Octavos             |                     |         |               |         |                       |
| 6                          | Simon Easterby      | 29 años | Ala           | 0       | Scarlets              |
| 7                          | Lewis Moody         | 27 años | Ala           | 0       | Leicester Tigers      |
| 8                          | Ryan Jones          | 24 años | Octavo        | 0       | Ospreys               |
| Medios scrums              |                     |         |               |         |                       |
|                            | Chris Cusiter       | 23 años | Medio scrum   | 0       | Border Reivers        |
|                            | Matt Dawson         | 32 años | Medio scrum   | 1       | Wasps RFC             |
| 9                          | Dwayne Peel         | 23 años | Medio scrum   | 0       | Scarlets              |
| Aperturas y Centros        |                     |         |               |         |                       |
| 10                         | Stephen Jones       | 27 años | Apertura      | 0       | ASM Clermont Auvergne |
|                            | Brian O'Driscoll    | 26 años | Centro        | 3       | Leinster Rugby        |
|                            | Ronan O'Gara        | 28 años | Apertura      | 0       | Munster Rugby         |
| 13                         | Gareth Thomas       | 30 años | Centro        | 0       | Stade Toulousain      |
| 12                         | Jonny Wilkinson     | 26 años | Centro        | 3       | Newcastle Falcons     |
| Fullbacks y Wings          |                     |         |               |         |                       |
|                            | Denis Hickie        | 29 años | Wing          | 0       | Leinster Rugby        |
|                            |                     | años    |               | x       |                       |
| 11                         | Josh Lewsey         | 28 años | Wing          | 0       | Wasps RFC             |
| 15                         | Geordan Murphy      | 27 años | Fullback      | 0       | Leicester Tigers      |
| 14                         | Jason Robinson      | 30 años | Wing          | 3       | Sale Sharks           |
|                            |                     | años    |               | x       |                       |
| Entrenador: Clive Woodward |                     |         |               |         |                       |

Forwards
- John Hayes
- Michael Owen
- Martyn Williams
- Gordon Bulloch
- Simon Taylor
- Neil Back
- Martin Corry
- Lawrence Dallaglio
- Danny Grewcock
- Richard Hill
- Ben Kay
- Graham Rowntree
- Andrew Sheridan
- Matt Stevens
- Steve Thompson
- Andy Titterrell

Backs
- Gordon D'Arcy
- Shane Horgan
- Gareth Cooper
- Gavin Henson
- Tom Shanklin
- Shane Williams
- Iain Balshaw
- Will Greenwood
- Charlie Hodgson
- Ollie Smith

## Historia
La última vez que neozelandeses y británico-irlandeses se enfrentaron fue en la Gira de Nueva Zelanda 1993, en aquella ocasión ganaron los All Blacks 2-1. A su vez la última victoria de los Lions había sido en la Gira de Nueva Zelanda 1971, 1-2. La siguiente visita de los europeos será en la Gira de Nueva Zelanda 2017.

### Despedida contra Argentina
Los Lions jugaron un partido despedida que a su vez sirvió de preparación ante los Pumas, rival que no enfrentaban hace casi 90 años; desde la Gira de Argentina 1936. Los argentinos se mostraron muy complicados y no vencieron por un agónico penal de Jonny Wilkinson que empató el partido en el minuto '88. Significó una preocupación para los Lions y el mejor partido de Argentina ante su honorable rival.
| 23 de mayo | Leones                                               | 25 – 25 | Argentina                                                      | Millennium Stadium, Cardiff                                  |                                                              |
|            | Try Smith Conversión Wilkinson Penales Wilkinson (6) |         | Try Núñez Piossek Conversión Todeschini Penales (6) Todeschini | Asistencia: 61.569 espectadores Árbitro(s): Stuart Dickinson | Asistencia: 61.569 espectadores Árbitro(s): Stuart Dickinson |

### Himno
Durante la gira se estrenó The Power of Four, pretendía ser el himno de la selección y fue interpretada por Katherine Jenkins. Al público no le gustó, a los jugadores no les pareció inspirador y sumado a la desastrosa campaña; no se volvió a usar desde entonces.

## Partidos de entrenamiento

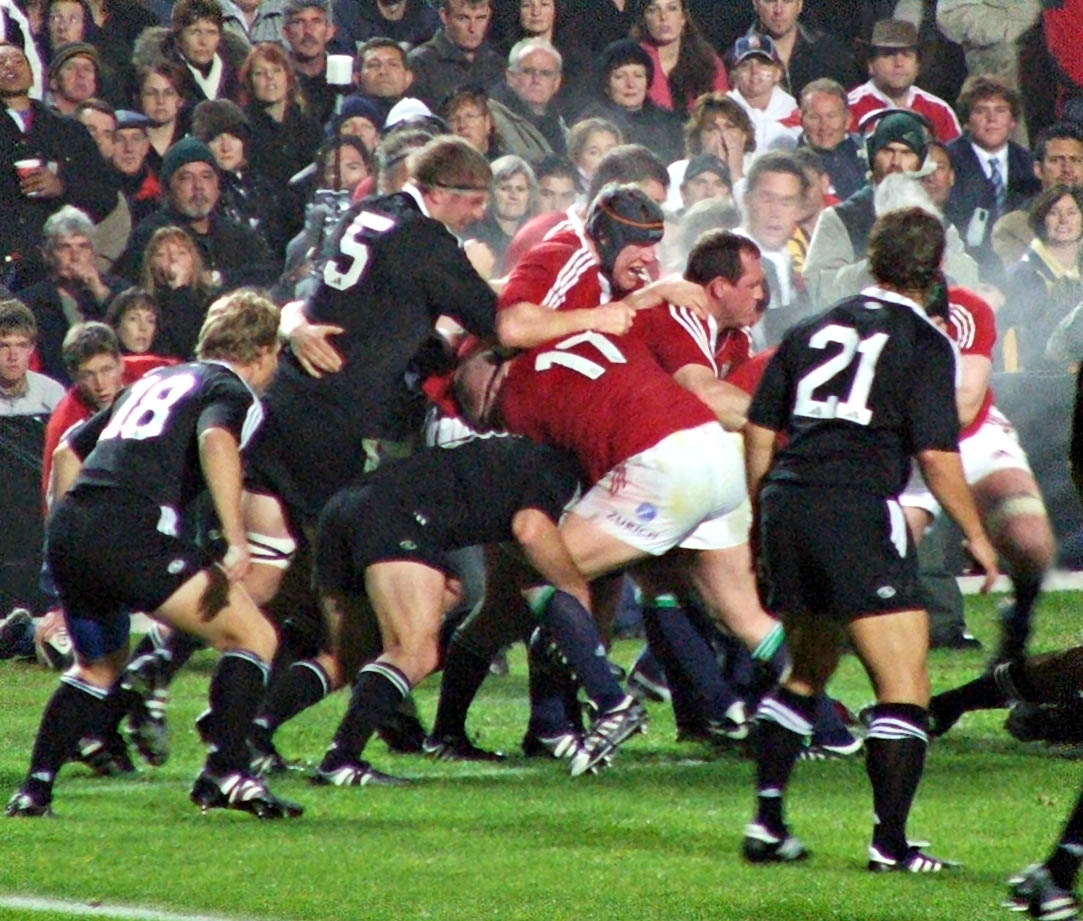
Ante los Māori All Blacks, única derrota.

| Fecha       | Rival                  | Resultado |        | Lugar                 | Espectadores | Ciudad           |
| ----------- | ---------------------- | --------- | ------ | --------------------- | ------------ | ---------------- |
| 4 de junio  | Bay of Plenty Steamers | 20 – 34   | Leones | Estadio Internacional | 33.000       | Rotorua          |
| 8 de junio  | Taranaki Bulls         | 14 – 36   | Leones | Estadio Yarrow        | ¿?           | Nueva Plymouth   |
| 11 de junio | Māori All Blacks       | 19 – 13   | Leones | Estadio Waikato       | ¿?           | Hamilton         |
| 15 de junio | Wellington Lions       | 6 – 23    | Leones | Estadio Regional      | ¿?           | Wellington       |
| 18 de junio | Otago Razorbacks       | 19 – 30   | Leones | Carisbrook            | ¿?           | Dunedin          |
| 21 de junio | Southland Stags        | 16 – 26   | Leones | Estadio Rugby Park    | ¿?           | Invercargill     |
| 28 de junio | Manawatu Turbos        | 6 – 109   | Leones | Arena Manawatu        | ¿?           | Palmerston North |
| 5 de julio  | Auckland               | 13 – 17   | Leones | Eden Park             | ¿?           | Auckland         |

## All Blacks

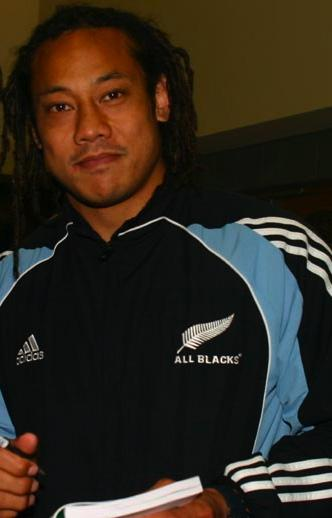
Umaga (13) fue el capitán.

Entrenador: Graham Henry
Forwards
- Jerry Collins
- Jono Gibbes
- Marty Holah
- Chris Jack
- Sione Lauaki
- Keven Mealamu
- Richie McCaw
- Rodney So'oialo
- Greg Somerville
- Tony Woodcock
- Ali Williams
- Derren Witcombe
- Campbell Johnstone

Backs
- Dan Carter
- Rico Gear
- Doug Howlett
- Byron Kelleher
- Leon MacDonald
- Justin Marshall
- Aaron Mauger
- Luke McAlister
- Mils Muliaina
- Ma'a Nonu
- Sitiveni Sivivatu
- Conrad Smith
- Tana Umaga

## Pruebas
En la prueba debut, el capitán O'Driscoll se dislocó el hombro y no volvió a jugar. El suceso recordó a la gira de 1971, cuando a la estrella Barry John le pasó igual. Hubo una gran polémica debido a que Umaga le hizo un tackle ascensor y le ocasionó la lesión, después de la gira jamás volvió a jugar con los All Blacks.
| 25 de junio | Nueva Zelanda                                                | 21 – 3 | Leones          | Lancaster Park, Christchurch                           |                                                        |
|             | Tries Sivivatu Williams Conversión Carter Penales Carter (3) |        | Penal Wilkinson | Asistencia: 37.200 espectadores Árbitro(s): Joël Jutge | Asistencia: 37.200 espectadores Árbitro(s): Joël Jutge |

### Prueba clave
| 2 de julio | Nueva Zelanda                                                                  | 48 – 18 | Leones                                                           | Estadio Westpac, Wellington                             |                                                         |
|            | Tries Carter , McCaw Sivivatu Umaga Conversiones Carter (4) Penales Carter (5) |         | Tries Easterby Thomas Conversión Wilkinson Penales (2) Wilkinson | Asistencia: 39.800 espectadores Árbitro(s): Andrew Cole | Asistencia: 39.800 espectadores Árbitro(s): Andrew Cole |

### Última fecha
| 9 de julio | Nueva Zelanda                                                                | 38 – 19 | Leones                                       | Eden Park, Auckland                                         |                                                             |
|            | Tries Umaga , Gear Smith Williams Conversiones McAlister (5) Penal McAlister |         | Try Moody Conversión Jones Penales (4) Jones | Asistencia: 48.533 espectadores Árbitro(s): Jonathan Kaplan | Asistencia: 48.533 espectadores Árbitro(s): Jonathan Kaplan |